# Pat White
(en) Statistiques sur pro-football-reference
Patrick « Pat » White, né le 25 février 1986 à Daphne (Alabama), est un joueur américain de football américain évoluant au poste de quarterback et de wide receiver.
Étudiant à l'Université de Virginie-Occidentale, il joua pour les Mountaineers de West Virginia.
Il est drafté en 2009 à la 38e place (deuxième tour) par les Dolphins de Miami, et est libéré à la fin de la saison.
Après un passage chez les Destroyers de la Virginie, il signe en 2013 avec les Redskins de Washington bien qu'il n'ait plus joué au niveau professionnel depuis deux saisons.
Le 17 mars 2014, il signe aux Eskimos d'Edmonton en CFL.